# سرهنگی (طایفه)
طایفه سَرهَنگی، یکی از شاخه‌های طایفه میرشکار می‌باشد که ازطوایف سیستانی در استان سیستان و بلوچستان واستان گلستان در ایران می‌باشند.

## وجه تسمیه[۳]
سرهنگی، لغتی است که ریشه آن به منطقه فرهنگی سیستان بر می‌گردد. بنا به منابع تاریخی، از کلمه سَرهَنگ برای فرماندهان عیاران (سرعیار) در زمان یعقوب لیث صفار استفاده می‌شده، واحتمالالغتی است پهلوی، که دردورهٔ ساسانیان نیزاستعمال می‌شده‌است. اماکلمه "سرهنگی "، در واقع ازلغت فوق الذکرگرفته نشده‌است !!!، بلکه دراصل جَد طایفه "سرهنگی"، فردی به نام سرنگ بوده که در روستای بَزی و یا در دیگر آبادی‌هاو روستا های اطراف زابل دارای اموال وزمین‌های بسیار بوده‌است و مردم آن روستا برای وی احترام خاصی قائل بوده‌اند.هنگامی که در سیستان اداره ثبت احوال دایر شد، فرزندان سرنگ تصمیم می‌گیرند تا نام پدرخویش را به عنوان نام خانوادگی طایفه و خاندان خود بگذارند، اما، گویامسئول ثبت احوال به اشتباه نام خانوادگی راًسرهنگی"گذاشته و از آن به بعد، افراد این خاندان به سَرهَنگی معروف گردیدند.
بنا به قول اصلی وحقیقی، ریشه کلمه سرهنگی از کلمه سَرِنگ (نوعی گیاه خاص که فقط در سیستان می‌روید) گرفته شده‌است. بنا به روایات منقول از اعضای خاندان سرهنگی ومیر،داستان از این قرار است که گویا «جهانی»، جداعلای خاندان سرهنگی و پدرسرنگ، ظاهرا بسیاری ازفرزندانش رادرسن نوباوگی ازدست می‌دهد؛ وهنگامی که صاحب دوفرزندپسرشد، نام دوگیاه رابرروی آنهاگذاشت تاازبین نروندونسل آنهاهمچون آن دوگیاه ادامه بیابد، گیاهانی که گویاازویژگی آنهامقاومت وانتشاربسیارزیادمی‌باشند. پس نام یکی ازآنهارا «پکیر» ودیگری را «سَرِنگ» نام نهاد، که نام محلی درگویش سیستانی برای دوگیاه است که در آن نواحی رشد می‌کنند.
طایفه سرهنگی درواقع تیره ای از طایفه بزرگ میرشکار می باشد.

## پراکندگی طایفه سرهنگی
امروزه افراد طایفه سرهنگی، در استان گلستان و شهرستان‌های گالیکش (به ویژه روستای میرزاپانگ)، کلاله و گنبد زندگی می‌کنند.